# Epigelasma alba
Epigelasma alba är en fjärilsart som beskrevs av Pierre E.L. Viette 1970. Epigelasma alba ingår i släktet Epigelasma och familjen mätare. Inga underarter finns listade i Catalogue of Life.